# ذات الكوم
قرية ذات الكوم هي إحدى القرى التابعة لمركز منشأة القناطر في محافظة الجيزة في جمهورية مصر العربية. حسب إحصاءات سنة 2006، بلغ إجمالي السكان في ذات الكوم 20621 نسمة، منهم 10702 رجل و9919 امرأة.

## التاريخ
تعد قرية ذات الكوم من القرى القديمة، حيث ذكرها ابن مماتي في قوانين الدواوين ضمن أعمال الجيزية. كما ورد ذكرها في تحفة الإرشاد، وفي التحفة السنية لابن الجيعان ضمن أعمال الجيزية.